# Cypselurus
Genre
Synonymes
- Cypsilurus[2]
- Cyselorus[2]
- Cyselurus[2]
- Maculocoetus Whitley & Colefax, 1938[2]
- Parexocoetoides Fowler, 1944[2]
- Zonocypselurus Parin & Bogorodsky, 2011[2]

Cypselurus est un genre de poissons volants de la famille des Exocoetidae .

## Espèce
Il existe actuellement douze espèces reconnues dans ce genre: 
- Cypselurus angusticeps ( Nichols & Breder , 1935) - Poisson volant à tête étroite
- Cypselurus callopterus ( Günther , 1866) - Poisson volant orné, poisson volant beautyfin
- Cypselurus comatus ( Mitchill , 1815) - Poisson-volant volant
- Cypselurus hexazona ( Bleeker , 1853) - Poisson volant darkbar
- Cypselurus hiraii ( T. Abe , 1953)
- Cypselurus longibarbus (Parin, 1861)
- Cypselurus naresii ( Günther , 1889) - Poisson volant du pharaon
- Cypselurus oligolepis ( Bleeker , 1865) - Poisson volant à grande échelle
- Cypselurus opisthopus ( Bleeker , 1865) - Poisson volant à nageoires noires
- Cypselurus poecilopterus ( Valenciennes , 1847) - Poisson volant à ailes jaunes
- Cypselurus simus ( Valenciennes , 1847) - Poisson volant à nez court
- Cypselurus starksi ( T. Abe , 1953)

## Liste d'espèces
Selon BioLib (21 mars 2019) :
- Cypselurus angusticeps Nichols & Breder, 1935
- Cypselurus callopterus (Günther, 1866)
- Cypselurus comatus (Mitchill, 1815)
- Cypselurus hexazona (Bleeker, 1853)
- Cypselurus hiraii Abe, 1953
- Cypselurus longibarbus (Parin, 1961)
- Cypselurus naresii (Günther, 1889)
- Cypselurus oligolepis (Bleeker, 1866)
- Cypselurus opisthopus (Bleeker, 1866)
- Cypselurus poecilopterus (Valenciennes, 1847)
- Cypselurus starksi Abe, 1953

Selon ITIS (21 mars 2019) :
- Cypselurus angusticeps Nichols & Breder, 1935
- Cypselurus callopterus (Günther, 1866)
- Cypselurus comatus (Mitchill, 1815)
- Cypselurus hexazona (Bleeker, 1853)
- Cypselurus hiraii Abe in Tomiyama & Abe, 1953
- Cypselurus longibarbus (Parin, 1961)
- Cypselurus naresii (Günther, 1889)
- Cypselurus oligolepis (Bleeker, 1866)
- Cypselurus opisthopus (Bleeker, 1866)
- Cypselurus poecilopterus (Valenciennes in Cuvier & Valenciennes, 1847)
- Cypselurus simus (Valenciennes in Cuvier & Valenciennes, 1847)
- Cypselurus starksi Abe in Tomiyama & Abe, 1953

Selon World Register of Marine Species (21 mars 2019) :
- Cypselurus angusticeps Nichols & Breder, 1935
- Cypselurus callopterus (Günther, 1866)
- Cypselurus comatus (Mitchill, 1815)
- Cypselurus hexazona (Bleeker, 1853)
- Cypselurus hiraii Abe, 1953
- Cypselurus naresii (Günther, 1889)
- Cypselurus oligolepis (Bleeker, 1865)
- Cypselurus opisthopus (Bleeker, 1865)
- Cypselurus poecilopterus (Valenciennes, 1847)
- Cypselurus starksi Abe, 1953